# Liste der brasilianischen Botschafter in Gambia
Der brasilianische Botschafter nächst der Regierung in Banjul residiert im Immeuble Foundation Fahd in Dakar.
| Ernannt       | Name                                  | Bemerkungen | Mensagem Senado Federal | im Senat des Nationalkongress (Brasilien) vorgestellt am | ernannt von               | akkreditiert während der Regierung von | Posten verlassen |
| ------------- | ------------------------------------- | --- | ----------------------- | -------------------------------------------------------- | ------------------------- | -------------------------------------- | ---------------- |
| 8. Apr. 1992  | Felix Baptista de Faria               | [ 1 ] | MSF 149 de 1992         |                                                          | Itamar Franco             | Dawda Jawara                           |                  |
| 11. Apr. 1996 | Jorge Saltarelli                      | [ 2 ] | MSF 343 de 1995         | 21. März 1996                                            | Fernando Henrique Cardoso | Yahya Jammeh                           |                  |
| 28. Feb. 2000 | Ricardo Carvalho do Nascimento Borges | [ 3 ] | MSF 225 de 1999         | 9. Feb. 2000                                             | Fernando Henrique Cardoso | Yahya Jammeh                           |                  |
| 14. Sep. 2005 | Kátia Godinho Gilaberte               | (* 3. November 1954 in Rio de Janeiro) Tochter von Terezinha Godinho Gilaberte und Sylvio Gilaberte, trat 1954 in den auswärtigen Dienst, 1987 Gesandtschaftssekretärin erster Klasse in Bonn | MSF 149 de 2005         | 17. Aug. 2005                                            | Luiz Inácio Lula da Silva | Yahya Jammeh                           |                  |
| 15. Juli 2010 | Maria Elisa Teófilo de Luna           | (* 23. Januar 1952 in Rio de Janeiro) Tochter von Luiz Pessoa de Luna und Izolda Teófilo Pessoa de Luna                                                                                       | MSF 119 de 2010         | 6. Juli 2010                                             | Luiz Inácio Lula da Silva | Yahya Jammeh                           |                  |